# تعليم ويلزي متوسط

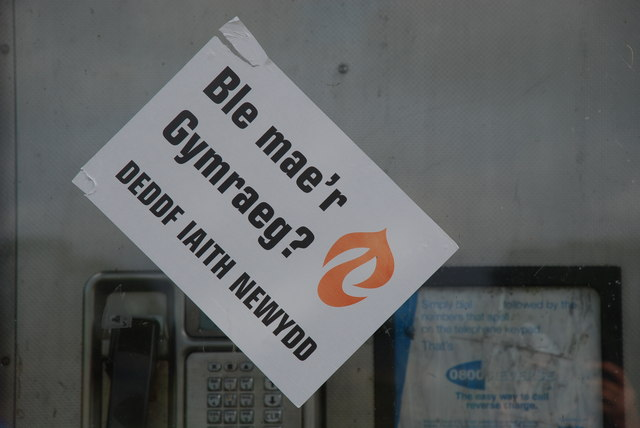
- أين الويلزية؟ ...تسأل جمعية اللغة الويلزية، وتطالب بقانون لغة جديد لويلز.

يُعرف التعليم المقدم باللغة الويلزية المتوسطة بالتعليم الويلزي المتوسط (الويلزية: Addysg cyfrwng Cymraeg).يجب التمييز بين التعليم الويلزي المتوسط وتعليم اللغة الويلزية نفسها كموضوع أكاديمي. حيث أن 16٪ من التلاميذ في ويلز يلتحقون بالمدارس المتوسطة الويلزية، مع 10٪ أخرى يذهبون إلى مدارس ثنائية اللغة أو باللغة الإنجليزية مع توفير تعليم ويلزي كبير. يتمثل الهدف الحالي لحكومة ويلز في زيادة نسبة كل مجموعة في العام الدراسي، يتلقى التعليم الويلزي المتوسط إلى 30% بحلول عام 2031، ثم إلى 40% بحلول عام 2050.
كانت يسغول جلان كلويد أول مدرسة ثانوية ويلزية (شاملة)، وافتتحت في رايل في عام 1956. لا توجد مدارس ويلزية متوسطة خاصة في ويلز، على الرغم من وجود مدرسة في لندن، مدرسة لندن الويلزية.

## تعليم الحضانة
مديد ميثرين (حركة حضانة)، المعروفة باسم مديد يسغليون ميثرين (حركة مدارس الحضانة) أنشأت مجموعات لعب ودور حضانة في جميع أنحاء ويلز تسمح للأطفال بتعلم اللغة الويلزية من خلالها الانغماس في اللغة. وهي المزود الرئيسي للتعليم والرعاية المتوسطة الويلزية في ويلز في السنوات الأولى. كان هناك 12773 طفلاً في حضانات سيلشويد ميثرين (مجموعات لعب مديد ميثرين) ودور الحضانة النهارية في 2018-2019.
أدى انتشار مثل هذه الحضانات إلى ضمان طلب قوي من أولياء الأمور على المدارس الابتدائية الويلزية المتوسطة. ألهم نجاح مديد يسغليون ميثرين حركة إيكاستولاك في بلاد الباسك وحركة الديوان في بروتاني.

## تعليم ابتدائي
أدى إدخال اللغة الويلزية إلى تعزيز نتائج الامتحانات. في قطاع المدارس الابتدائية، ازداد عدد الأطفال في المدارس الويلزية المتوسطة (أو في التيار الويلزي المتوسط من المدارس ذات المسار المزدوج) بشكل مطرد في السنوات الأخيرة. تظهر إحصاءات الحكومة الويلزية أنه في عام 2014، تم تقييم 22.2 في المائة من المتعلمين البالغين من العمر 7 سنوات من خلال اللغة الويلزية الأولى.

## التعليم الثانوي
النسبة المئوية للأطفال في المدارس الثانوية الويلزية أقل قليلاً مما كانت عليه في المدارس الابتدائية، لكنها نمت أيضًا، على الرغم من أنه يبدو أنها استقرت في عام 2010. بما في ذلك تلاميذ المرحلة الإعدادية من 2012/2013.

## تعليم إضافي أو متقدم
خلال 2015/2016، تضمنت 7.8% من الأنشطة التعليمية في قطاع التعليم الإضافي بعض عناصر اللغة الويلزية، مع 0.29% من الأنشطة المقدمة من خلال الويلزية فقط. المواد التي حصلت على أكبر عدد من الأنشطة التعليمية مع بعض عناصر اللغة الويلزية كانت تجارة التجزئة والمشاريع التجارية (18.1%)؛ الزراعة والبستنة ورعاية الحيوان (17.7%) والأعمال التجارية والإدارة والقانون (14.2 %).

## تعليم عالي
في 2014/2015، بلغ عدد طلاب التعليم العالي الذين حصلوا على الأقل بعض التدريس من خلال اللغة الويلزية أعلى مستوى له على الإطلاق مع 6355 طالبًا، أو 5.1% من جميع الطلاب في جامعات ويلز. من بين هؤلاء الطلاب البالغ عددهم 6,355 طالبًا، تم تعليم 53% بالكامل من خلال اللغة الويلزية و 47 بالمائة تم تعليمهم جزءًا من الدورة التدريبية في الويلزية.
كان لدى جامعة ويلز، ترينيتي سانت ديفيد أكبر عدد من الطلاب (2185) وأعلى نسبة من طلابها (21%) يتلقون على الأقل بعض التدريس من خلال اللغة الويلزية. كان لدى جامعة جليندور أقل عدد (45) ونسبة طلابها (0.7 في المائة) يتلقون على الأقل بعض التدريس من خلال لغة الويلزية. كان 9,930 طالبًا جامعيًا في ويلز يتحدثون اللغة الويلزية بطلاقة في 2017/2018، مع 10190 متحدثًا آخرين يسجلون أنفسهم كمتحدثين للويلزية ولكن ليسوا بطلاقة. من بين جميع الجامعات في ويلز، كان لدى جامعة كارديف أكبر عدد من الطلاب الناطقين باللغة الويلزية بطلاقة، حيث بلغ عددهم 1,670 طالبًا. وفقًا لأحدث البيانات التي تم جمعها في 2017/2018، كان لدى جامعة بانجور أعلى نسبة من الطلاب الناطقين باللغة الويلزية بطلاقة في جميع الجامعات في ويلز؛ شكل المتحدثون الويلزية 40 في المائة من جميع الطلاب في الجامعة.